# Бича акула
Бича акула (Carcharhinus leucas) е голяма акула от разред Carcharhiniformes. Името бича акула идва от набитата им форма с широка, плоска муцуна и от склонността им да удрят с глава плячката си, преди да я нападнат. Известни са с непредвидимото си и агресивно поведение. Ловът им е широко разпространен заради тяхното месо, перки и мазнина. Проучванията сочат, че през последните години броят им драстично намалява.

## Описание
Те са средни на големина, с широко тяло, малки очи и дълги гръдни перки. На цвят са сиви отгоре и бели отдолу по корема, младите екземпляри са с черни върхове на перките си. Зъбите им са много остри, подобни на трион, захапката е във формата на полумесец. Зъбите на горната челюст са широки, триъгълни и силно назъбени. Зъбите по долната челюст имат широка основа и се стесняват към върха, имат триъгълни и са фино назъбени. Предните зъби са изправени и почти симетрично, докато задните зъби придобиват все по-наклонена форма.
Бичите акули са големи и яки, като женските са по-големи от мъжките. Новородената бича акула може да бъде с размери до 81 cm дължина. Възрастните женски акули са дълги средно 2,4 m и обикновено тежат 130 kg. Mалко по-малките възрастни мъжки са средно 2,25 m и 95 kg. Максимален размер от 3,5 m е често установяван, докато рекордът е 4 m и тегло от 575 kg. Втората гръбна перка е по-малка от първата. Опашната перка на бичата акула е по-дълга и по-ниска от тази на другите по-големите акули, има малка муцуна и липсва интердорзално било. Силата на захапката им достига до 567 kg.
Средната продължителност на живота им е 16 години.

## Местообитание
Бичата акула се среща в топлите, плитки води покрай бреговете и в някои реки. Местообитанието ѝ я прави много опасна за хората. За разлика от повечето акули, бичата обитава както солената, така и сладката вода и често навлиза в реките. В резултат на това тя е отговорна за повечето нападения върху хора в близост до брега.
Откривана е на 150 m дълбочина, но обикновено не плува по-дълбоко от 30 m. В Атлантическия океан се среща от Масачузетс до Бразилия и от Мароко до Ангола. В Индийския океан се среща от Южна Африка до Кения, Индия и от Виетнам до Австралия. Има повече от 500 бичи акули в река Брисбейн. В Тихия океан може да се срещне от полуостров Калифорния, Мексико до Еквадор. Бичи акули са забелязани нагоре по река Мисисипи чак до Сейнт Луис. Както и на 4000 km навътре в река Амазонка.

## Поведение
Бичите акули ловуват сами, много рядко по двойки. Често обикалят плитките води. Могат внезапно да увеличават скоростта си и са много агресивни. Силно териториални са и нападат животни, които навлизат в територията им. Заедно с голямата бяла и тигровата акули, бичата е сред трите вида, които най-често нападат хора. В Индия бичите акули плуват в река Ганг и понякога нападат хора.

## Хранене
Те са бързи и ловки хищници, хранят се с почти всичко, което срещнат – костна риба и акули, включително други бичи акули, но може също така да ловуват костенурки, птици, делфини, сухоземни бозайници, ракообразни и бодлокожи.

## Размножаване
Бичата акула се размножава през летните месеци и ранната пролет, често на места, където сладката вода от реките се влива в солените океани. Бременността трае 12 месеца, раждат се от 4 до 10 малки, които са дълги около 70 cm, нужни са им от 8 до 10 години, за да достигнат полова зрялост. Крайбрежните лагуни, устията на реките, както и устията на реки с ниска соленост са най-честите местообитания на малките.

## Значение за човека
Въпреки че бичата акула не е сред видовете обект на търговския риболов, тя редовно е залавяна при лов с кука на дъно. В югоизточната част на САЩ бичата акула представлява по-малко от 1% от улова на промишления риболов. Месото се използва за хранене на риба или се продава на местните пазари за консумация от човека. Перките се продават в Азия за супа от перки на акула. Кожата е с добро качество и се обработва.
Бичата акула обикновено не се отглежда в плен, но в някои аквариуми е живяла в продължение на повече от 15 години.
Според ISAF (International Shark Attack File) бичата акула е отговорна за най-малко 69 непровокирани атаки срещу хора от цял свят, 17 от които са приключили със смърт. В действителност този вид вероятно е отговорен за много повече инциденти и е смятан от много експерти за най-опасната акула в света. Причини за това са: големият ѝ размер, появата в сладководни басейни, голямото изобилие в непосредствена близост до многобройни човешки популации в тропиците. Това я прави по-голяма потенциална заплаха от бялата акула или тигровата акула. Тъй като множество от нападенията на бичата акула се случват в страни от Третия свят, включително Централна Америка, Мексико, Индия, Източна и Западна Африка, Близкия изток, Югоизточна Азия и южните тихоокеански острови, атаките често не са докладвани. Бичата акула също така не е толкова лесно разпознаваема като бялата или тигровата акула, така че вероятно е отговорна за голям процент от атаките с неидентифицирани виновници.

## Опазване
Въпреки че бичата акула не е обект на промишления риболов, тя е улавяна по целия свят. Поради това, начинът ѝ на живот и изискванията към местообитанието, които я водят в непосредствена близост до човешките популации, потенциално би могла да бъде сериозно повлияна от човешката дейност в крайбрежните райони. Крайбрежията, където се развиват новородените на този вид, могат да бъдат особено застрашени. Има данни, че средният размер на бичите акули е намалял значително през последните години, което не предвещава нищо добро за популациите на вида. Бичата акула не е законово защитена в нито една част от своя ареал.
Акулата е в списъка на Международния съюз за опазване на природата (IUCN) като почти застрашен вид, но не отговаря на критериите, които се считат за необходими за да се определи като застрашен или уязвим.